# Assunzione della Vergine (Annibale Carracci)
L'Assunzione della Vergine è un dipinto di Annibale Carracci collocato nella cappella Cerasi della basilica di Santa Maria del Popolo a Roma. 
Dopo la Santa Margherita della chiesa di Santa Caterina dei Funari l'opera è la seconda uscita pubblica di Annibale Carracci in una chiesa romana ed è una delle commissioni più prestigiose da lui ottenute di provenienza non farnesiana.
Nella cappella Cerasi Annibale e Caravaggio, i due migliori pittori attivi a Roma in quel momento, tra loro forse rivali ma animati da reciproca stima, si confrontarono direttamente - per la prima ed unica volta - dando vita ad uno dei capolavori inaugurali dell'arte barocca.

## La cappella Cerasi e il suo apparato decorativo

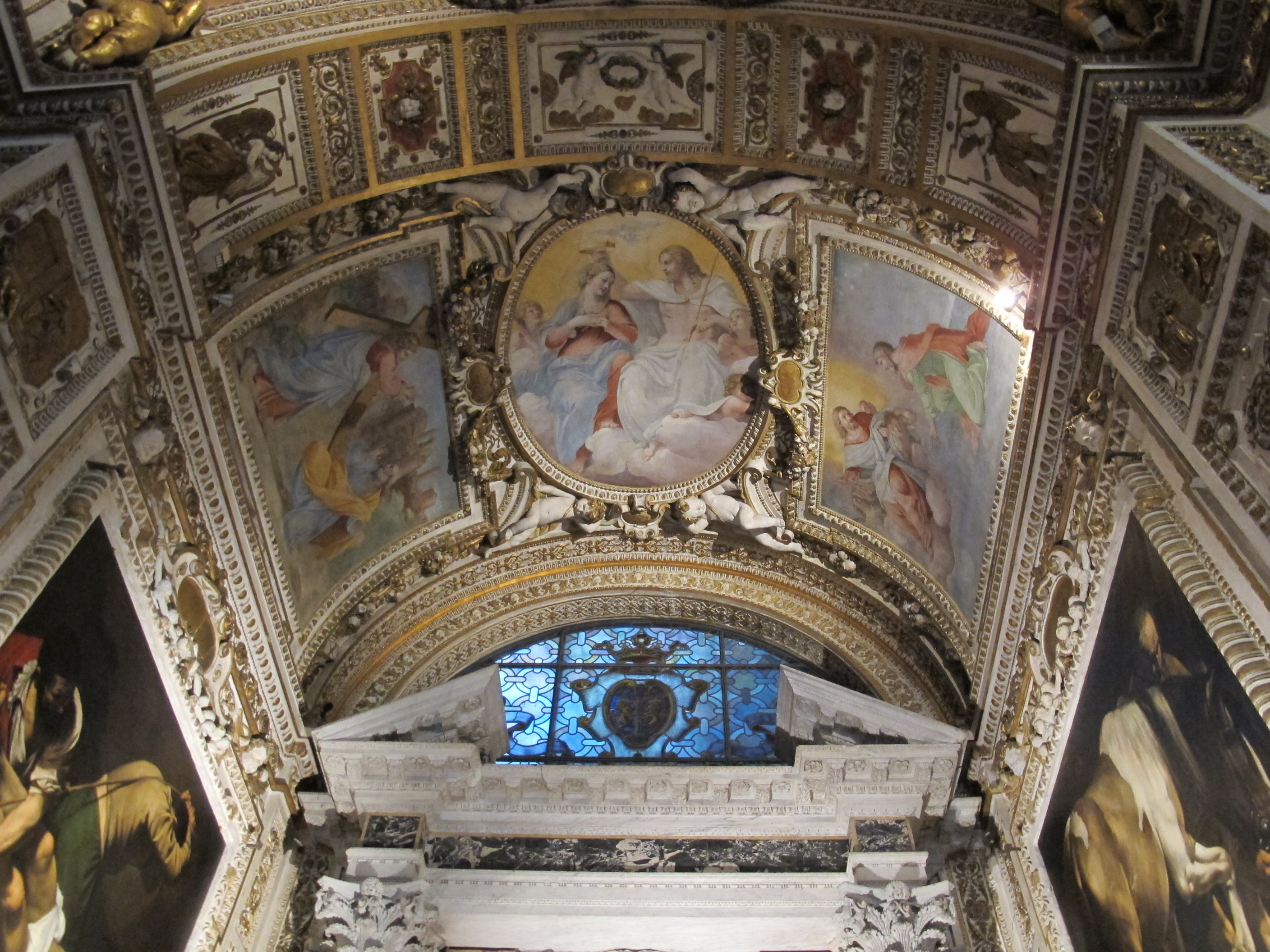
Annibale Carracci e Innocenzo Tacconi, affreschi della volta della cappella Cerasi

La cappella Cerasi è la prima cappella a sinistra dell'altar maggiore della basilica di Santa Maria del Popolo. È un ambiente piuttosto stretto e profondo diviso in due vani (il primo misura 5 metri x 5,50, il secondo si restringe ulteriormente a 3 metri x 3,50). Il vano di ingresso ospita le tombe della famiglia Cerasi ed è decorato con affreschi di Giovanni Battista Ricci raffiguranti, nella piccola volta a vela, gli Evangelisti e lo Spirito Santo e, in due lunette, i Dottori della Chiesa.
L'altro vano ospita l'altare della cappella, su cui è collocata la pala di Annibale, e contiene un secondo, e più complesso, apparato decorativo - di cui l'Assunta del Carracci è il fulcro - dedicato ad un tempo ai principi degli apostoli, Pietro e Paolo, e alla Vergine Maria cui è consacrata la basilica di Santa Maria del Popolo.
Oltre alla pala dell'Assunta il programma iconografico di questa parte della cappella Cerasi comprende innanzitutto gli affreschi della volticella a botte ideati dallo stesso Carracci ma in parte eseguiti dal suo collaboratore Innocenzo Tacconi.
Tale decorazione murale si articola in tre episodi: in un ovale al centro vi è l'Incoronazione della Vergine, a sinistra l'apparizione, lungo la via Appia, di Cristo con la croce a san Pietro che fugge da Roma a causa della persecuzione dei cristiani voluta da Nerone. 

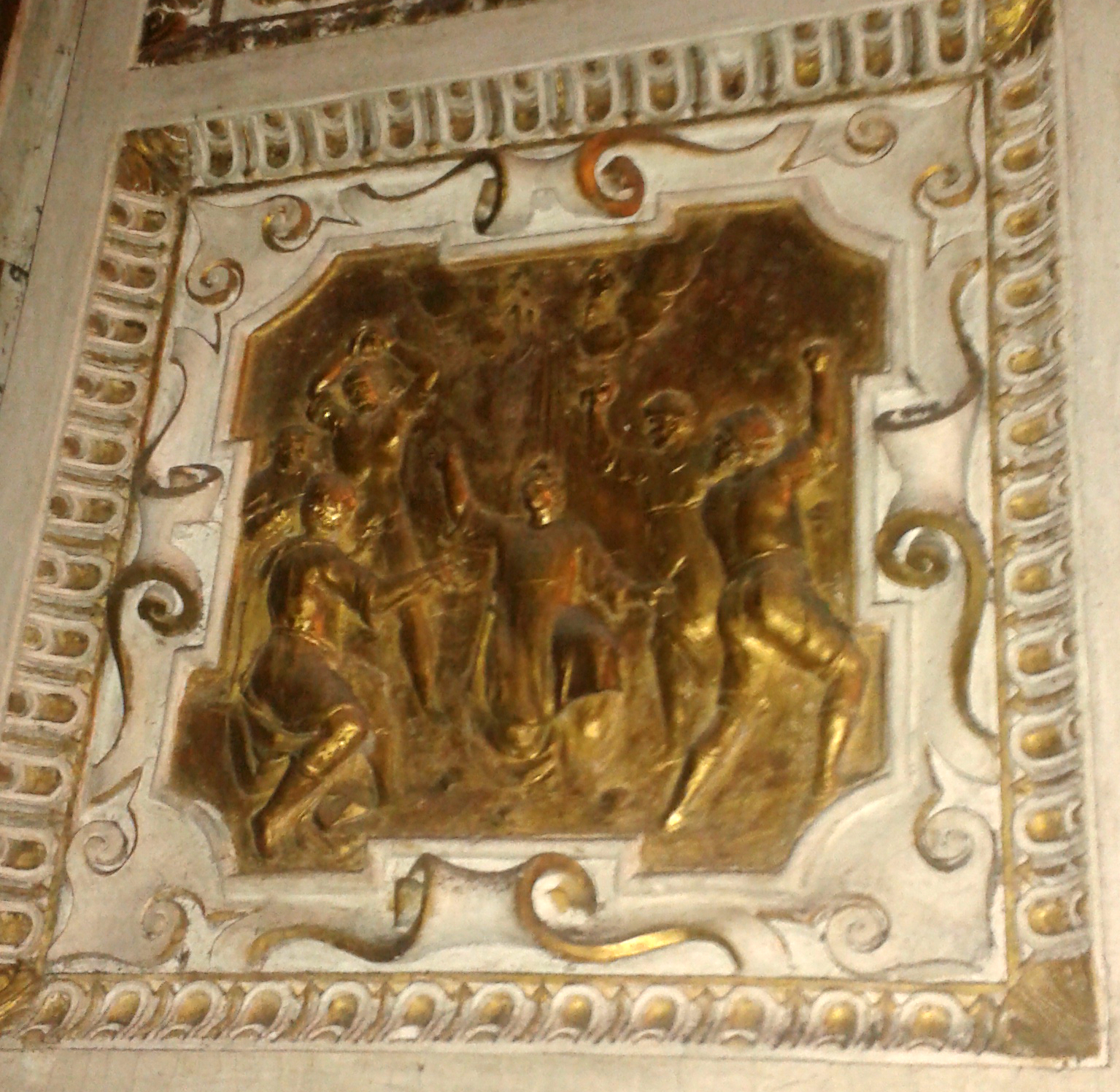
Lapidazione di santo Stefano, una delle formelle in stucco che decorano la cappella

A destra, infine, vi è un'apparizione di Cristo a san Paolo che le fonti seicentesche (in particolare il Baglione) intendono come l'ascensione dell'apostolo delle genti al terzo cielo paradisiaco (fatto che lo stesso san Paolo menziona nella sua seconda lettera ai Corinzi). 
Studi moderni tuttavia ritengono che il soggetto di questo affresco sia il diverso episodio (Atti degli Apostoli, 22,17-21) in cui Cristo ordina a san Paolo di lasciare Gerusalemme e fare ritorno a Damasco. Potrebbe trattarsi anche di una sintesi (o sovrapposizione) dei due accadimenti sovrannaturali: alcuni dettagli ed in particolare l'ambientazione tra gli astri si attagliano maggiormente alla salita di Paolo al terzo cielo. Tuttavia il fatto che nella scena sembra assistersi ad un dialogo tra Paolo e il Signore meglio combacia con la visione descritta dagli Atti.
Il Bellori afferma che gli affreschi della volta sono stati integralmente dipinti da Innocenzo Tacconi su progetti del suo maestro. La responsabilità di Annibale dell'ideazione di tutte le scene del piccolo soffitto è pacificamente accettata anche grazie alla conservazione di alcuni studi preliminari la cui autografia non è mai stata messa in dubbio.
Quanto all'Incoronazione invece, più storici moderni hanno rifiutato il resoconto del Bellori, ed hanno attribuito ad Annibale anche l'esecuzione della scena principale della volticella della cappella Cerasi, dove il pittore bolognese torna al modello correggesco dell'Incoronazione un tempo nell'abside della chiesa di San Giovanni Evangelista a Parma, opera più volte citata da Annibale lungo la sua carriera.

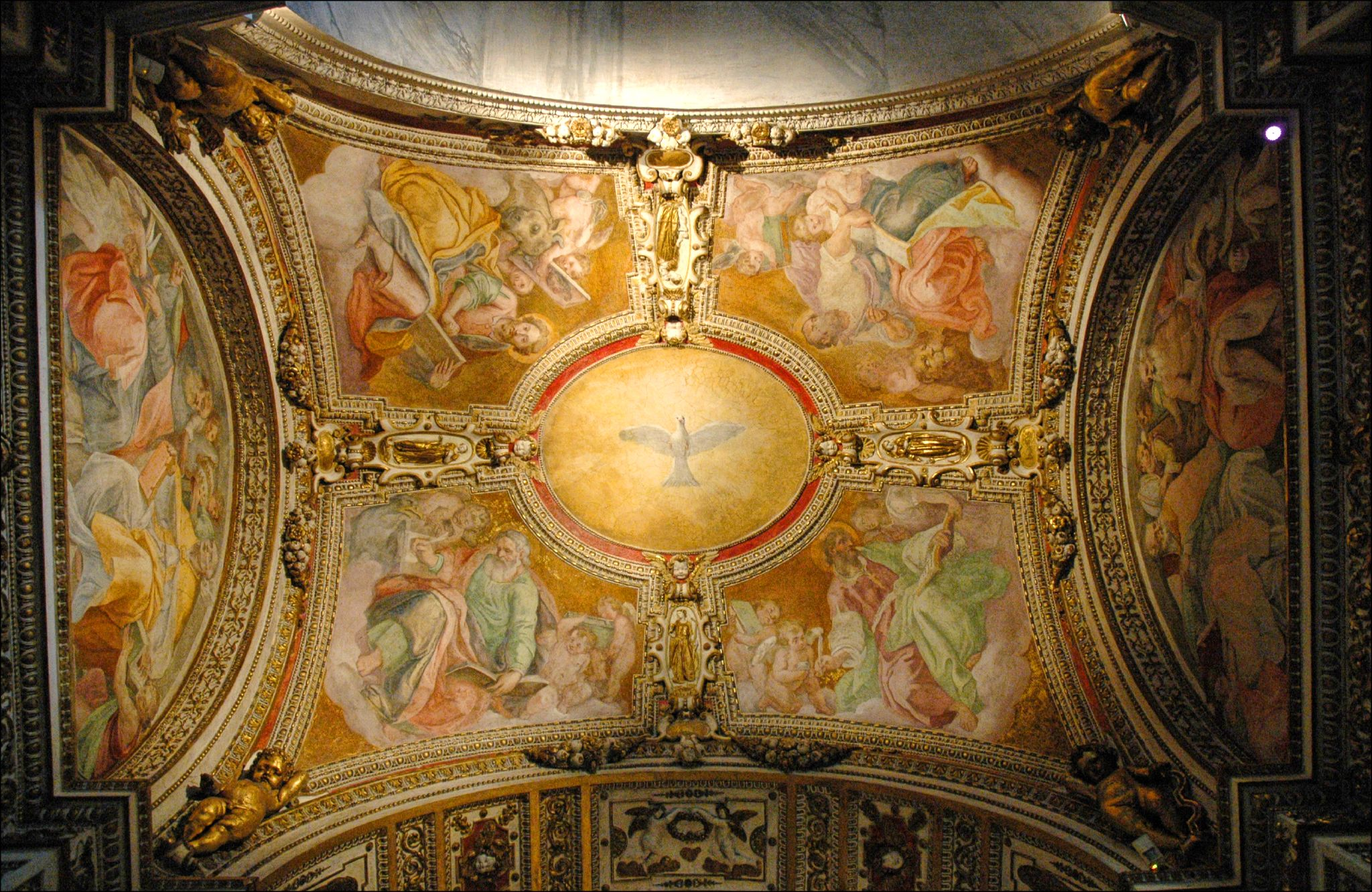
Gli affreschi di Giovanni Battista Ricci nel vano di ingresso della cappella Cerasi

Nell'affresco con la visione di san Paolo, nell'angolo in alto a destra, si vedono delle stelle. Si tratta di una raffigurazione della costellazione dell’Orsa Maggiore detta anche Grande Carro. Le presenza delle stelle è coerente all'ambientazione celeste della visione paolina, ma ha anche un altro significato: si tratta infatti di una criptofirma di Annibale, che gioca sull'assonanza dei termini Carro (cioè la costellazione) e Carracci.
Il programma decorativo della cappella Cerasi prosegue con le due celeberrime tele laterali del Caravaggio raffiguranti, a sinistra, la crocifissione di san Pietro e, a destra, la conversione di san Paolo.
I due dipinti del Merisi sono in rapporto di continuità narrativa con i due riquadri laterali dell'affresco della volta - parimenti dedicati a fatti della vita di Pietro e Paolo - così come lo stesso rapporto lega le raffigurazioni mariane della pala d'altare (l'Assunzione) e dell'ovato centrale della decorazione del soffitto (l'Incoronazione).
Chiudono l'apparato decorativo delle formelle in stucco dorato - collocate lungo i pilastri che separano i due vani della cappella - con ulteriori episodi della vita di Pietro e di Paolo.

## Storia

Caravaggio, la prima versione della conversione di san Paolo realizzata per la cappella Cerasi

La cappella fu acquistata da Tiberio Cerasi - cardinale e tesoriere della Camera apostolica - nel luglio del 1600. Della risistemazione e dell'ampliamento dell'ambiente preesistente fu incaricato l'architetto Carlo Maderno.
La decorazione del vano più interno fu commissionata ad Annibale e al Caravaggio: il Cerasi si rivolse quindi ai due artisti settentrionali - i maggiori talenti del momento - che in modi diversi stavano rivoluzionando la scena artistica romana di quegli anni.
In merito all'allogazione dell'incarico al Merisi ci è pervenuta una particolareggiata documentazione contrattuale (nessun documento del genere invece è stato rinvenuto per quel che concerne la commissione conferita al Carracci).
Il primo di questi documenti è del settembre del 1600 e come è noto specifica che la crocifissione di Pietro e la conversione di Paolo avrebbero dovuto essere realizzate su tavola. Caravaggio in effetti consegnò queste due prime versioni su legno di cipresso, che ovviamente non sono i dipinti (su tela) oggi nella cappella Cerasi. 

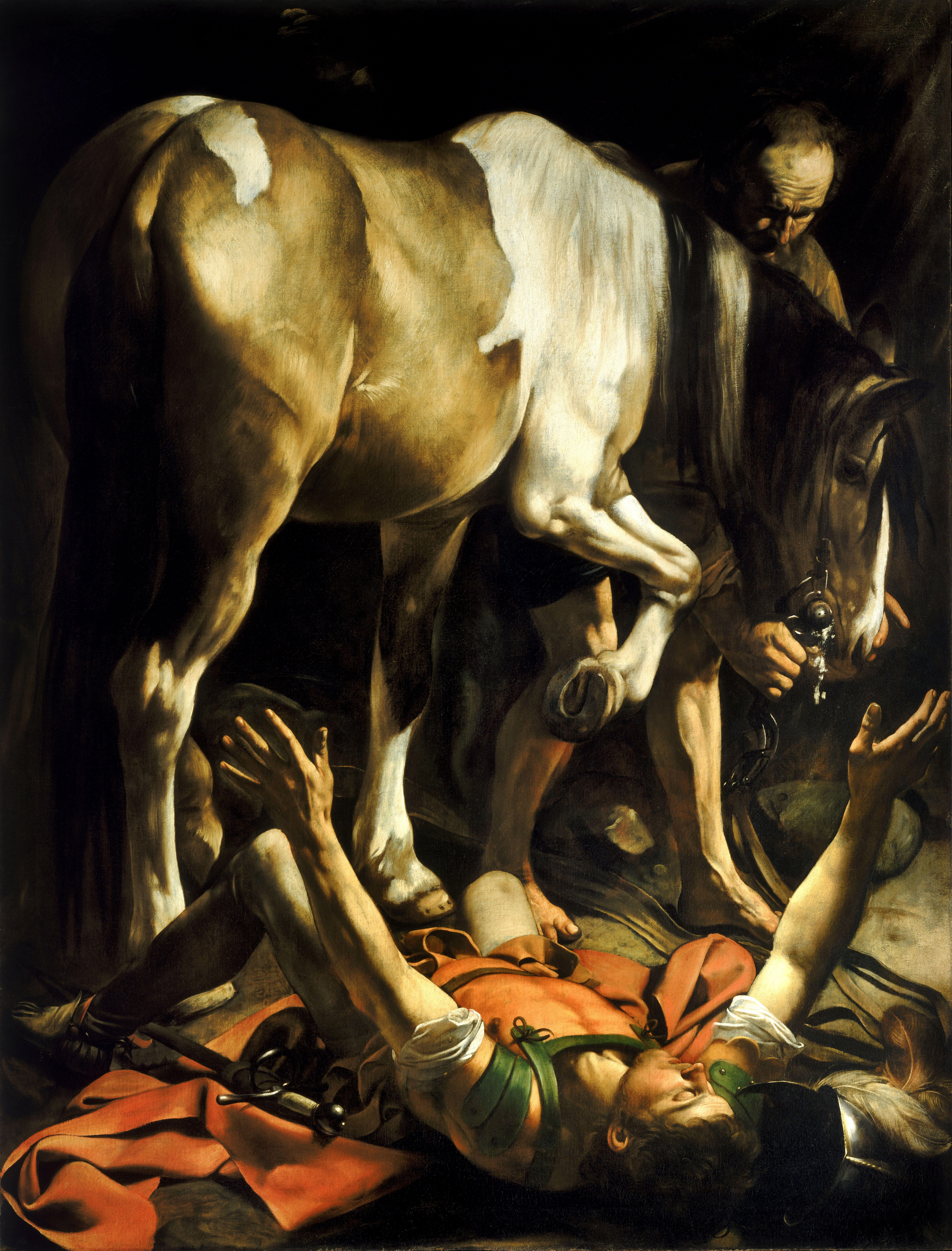
Caravaggio, la seconda versione della conversione di san Paolo

Assai discusso è se le due prime versioni siano state rifiutate dalla committenza o se sia stato lo stesso Caravaggio, insoddisfatto del risultato, a volerle sostituire. In ogni caso le due nuove tele sono saldate al Merisi nel novembre del 1601.
Quali che siano state le ragioni del rifacimento dei laterali della cappella una delle opinioni sostenute a livello critico è che Caravaggio - oltre ad adeguare le nuove composizioni alle dimensioni particolarmente strette del vano (dettaglio a lui non ancora noto al momento di esecuzione delle prime tavole) - abbia reagito, nelle due successive versioni del martirio di Pietro e della folgorazione di Paolo, ad una serie di stimoli suscitatigli proprio dalla pala di Annibale.
In effetti il confronto tra la prima versione della conversione di san Paolo (l'unica superstite) e quella successiva, evidenzia cambiamenti compositivi profondi, frutto di una meditata rivisitazione dell'opera da parte del Merisi.
L'idea che nelle sue seconde versioni Caravaggio abbia risposto ad Annibale presuppone che l'Assunta dell'altare sia stata completata prima della conclusione dei nuovi laterali (il cui ante quem è il saldo del novembre del 1601, e che sono generalmente datati allo stesso anno). Tale circostanza in effetti si ritiene dimostrata dal fatto che non risultano registrazioni di pagamenti in favore di Annibale nei documenti concernenti la gestione del patrimonio di Tiberio Cerasi stilati dopo la sua morte. Da ciò si è dedotto che il Carracci sia stato liquidato per la pala d'altare della cappella del tesoriere del papa prima che questi morisse (nel maggio del 1601). Se tale deduzione è corretta la tavola di Annibale verosimilmente precede le tele di Caravaggio, pagato vari mesi dopo la morte del Cerasi.
Ne consegue che l'Assunta della cappella Cerasi risalirebbe al 1600 o al massimo ai primi mesi del 1601, che è la collocazione temporale seguita dalla critica maggioritaria.

## Descrizione e stile

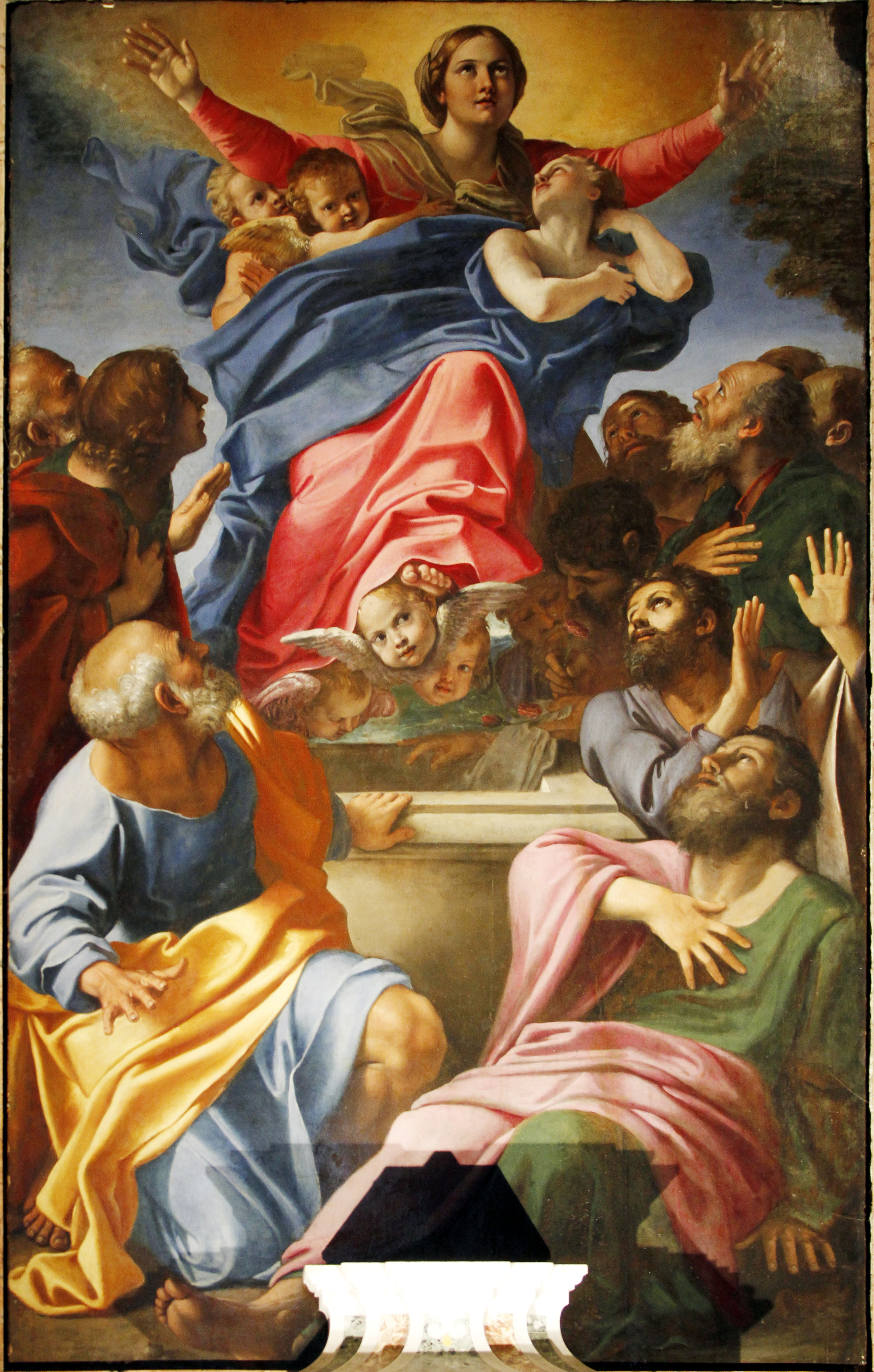
L'Assunzione della Vergine

In accentuato primo piano si vede, al centro, la Vergine che sorretta dagli angeli è assunta in cielo mentre san Pietro e san Paolo davanti al sepolcro - su un piano ancor più esterno, quasi fuori dallo spazio pittorico - dirigono la loro attenzione verso la Madonna che vince sulla morte.
Il risalto dato ai principes apostolorum ne sottolinea il ruolo di dedicatari della cappella, insieme a Maria. Dietro di loro in un gruppo compatto c'è il resto degli apostoli.
I protagonisti della composizione sono raffigurati in colori squillanti ad hanno masse corporee di tangibilità scultorea.
Il movimento della Vergine sembra quasi un balzo fuori dalla tomba: così facendo Annibale - come sottolinea anche lo stupore degli apostoli - dà allo spettatore la possibilità di assistere all'acme dell’evento miracoloso, eternandone il momento di maggior pathos. 

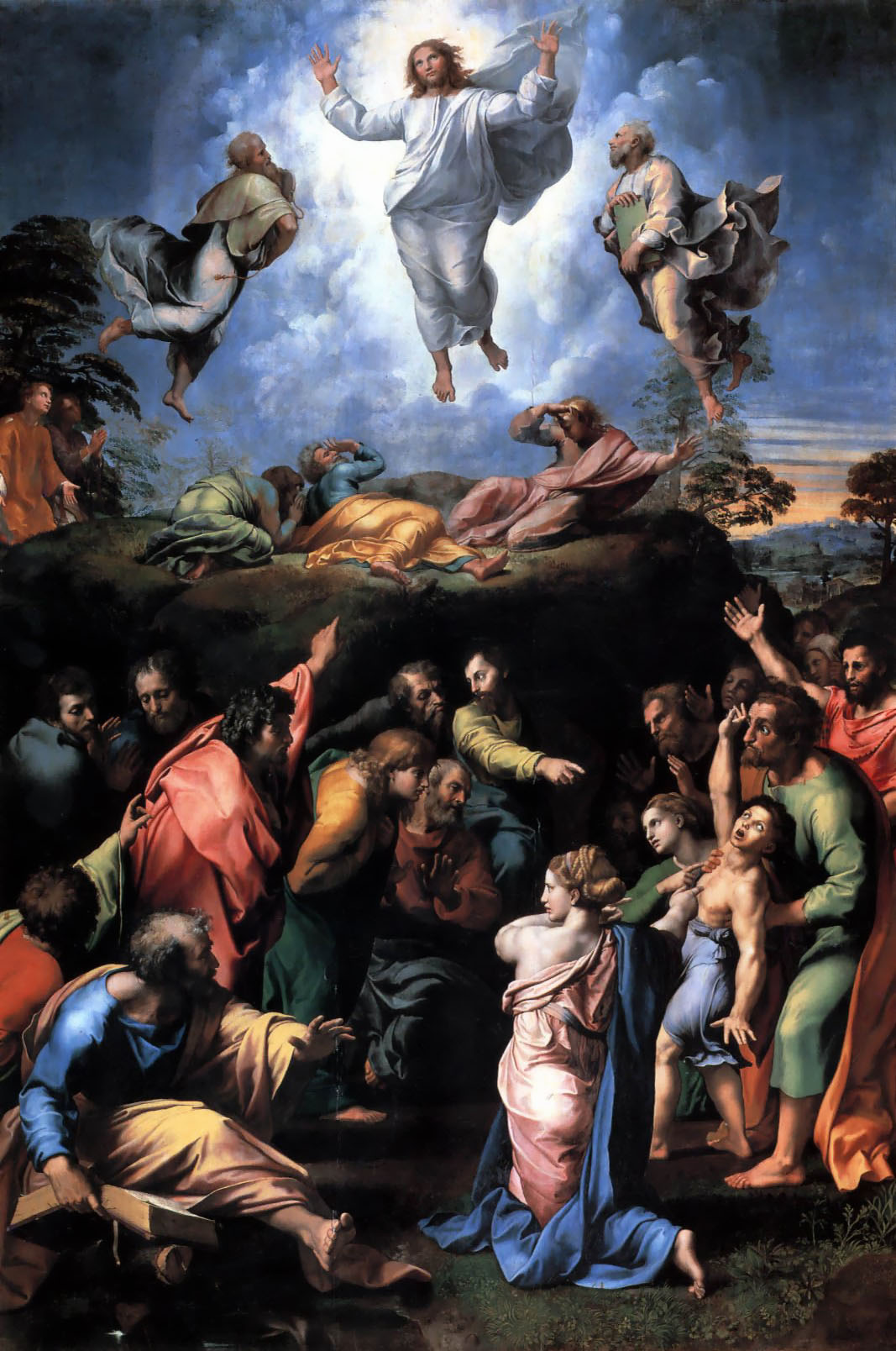
La Trasfigurazione di Raffaello

Maria sembra proiettarsi in avanti più che verso l'alto. È un accorgimento che ovvia allo spazio ridotto dell'ambiente e alla collocazione piuttosto bassa dell'altare. In tal modo, infatti, l'Assunta va incontro all'osservatore anche oltre l'angusto spazio della cappella Cerasi raggiungendolo già nella navata, ideale spazio di prosecuzione del moto di Maria.
Il dinamismo, la carica emozionale e la continuità con lo spazio reale sono di elementi di forte innovatività dell’Assunta di Annibale che non hanno eguali nelle coeve pale d'altare prodotte a Roma.
La tavola di Santa Maria del Popolo, infatti - pur probabilmente non priva di un rimando ad un'opera di circa quindici anni antecedente, come l'Assunta del Valeriano e del Pulzone della chiesa del Gesù, vicina alla pala Cerasi per la posizione delle braccia della Vergine - sembra piuttosto riprendere e sviluppare in senso moderno alcuni dei più alti esempi dell'arte rinascimentale, primo tra tutti la Trasfigurazione di Raffaello, opera dal Carracci molto amata e studiata.
È dal capolavoro di Raffaello, infatti, che Annibale parte per la costruzione della tridimensionalità del suo dipinto che nei gesti degli apostoli e in particolare nello loro mani scorciate che si muovono in profondità nello spazio ha uno dei suoi elementi salienti.
La gestualità degli apostoli offre un muto commento (mani eloquenti) al prodigio cui essi stanno assistendo: probabilmente Annibale studiò con attenzione il modo di rendere questo effetto come si può evincere dallo studio per le mani dell'apostolo collocato immediatamente dietro san Paolo conservato, con vari altri studi per l'Assunta Cerasi, nella Royal Library di Windsor Castle.
Altro capolavoro del passato cui è associato il dipinto voluto da Tiberio Cerasi è l'Assunta della chiesa dei Frari di Tiziano dal quale sembrano derivare alcuni effetti luministici ed in particolare le ombre proiettate sui volti degli apostoli.

## Il rapporto tra le tele di Caravaggio e l'Assunzione di Annibale

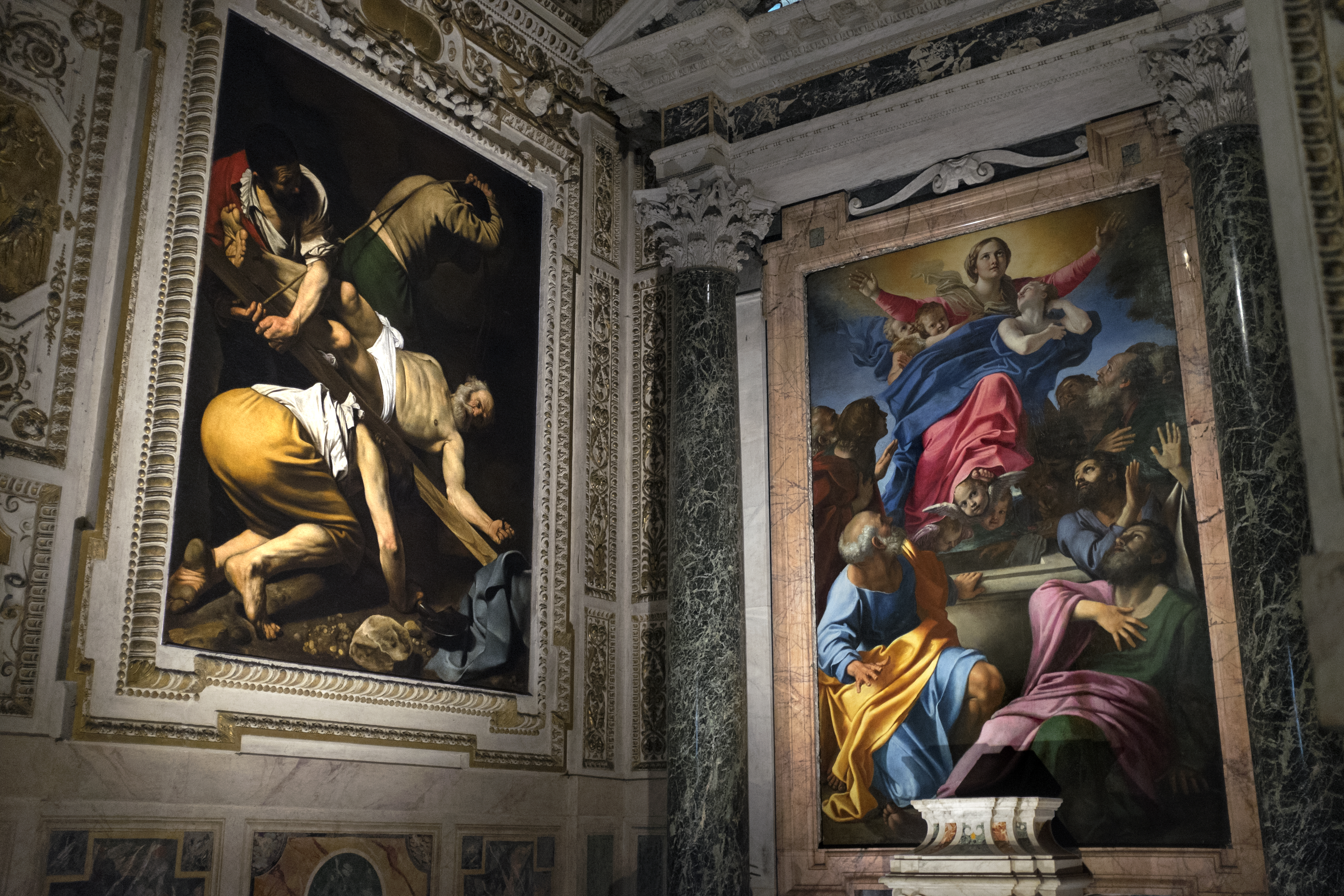
La crocifissione di Pietro e l'Assunta

Pur nella piena differenza di stile, forse non priva anche di accenti di sfida verso il più anziano Annibale, Caravaggio - secondo alcune posizioni critiche - nel rifare i laterali della cappella Cerasi, avrebbe colto una serie di stimoli provenienti dalla pala del Carracci.
Nelle due nuove versioni dei laterali infatti si coglie la stessa attenzione per la migliore fruibilità dei dipinti nel particolare spazio della cappella, compito per il Merisi particolarmente difficile date le dimensioni ristrette dell'ambiente che non facilitano la visione delle grandi tele poste sulle pareti laterali. La genialità di Caravaggio fu quella di disporre entrambe le raffigurazioni lungo una pronunciata linea diagonale facendo in modo che l'insieme della decorazione della cappella - i suoi dipinti e pala d'altare - potesse essere colto dallo stesso punto di osservazione frontale proprio di chi, dalla navata, accede alla piccola e stretta scarsella.

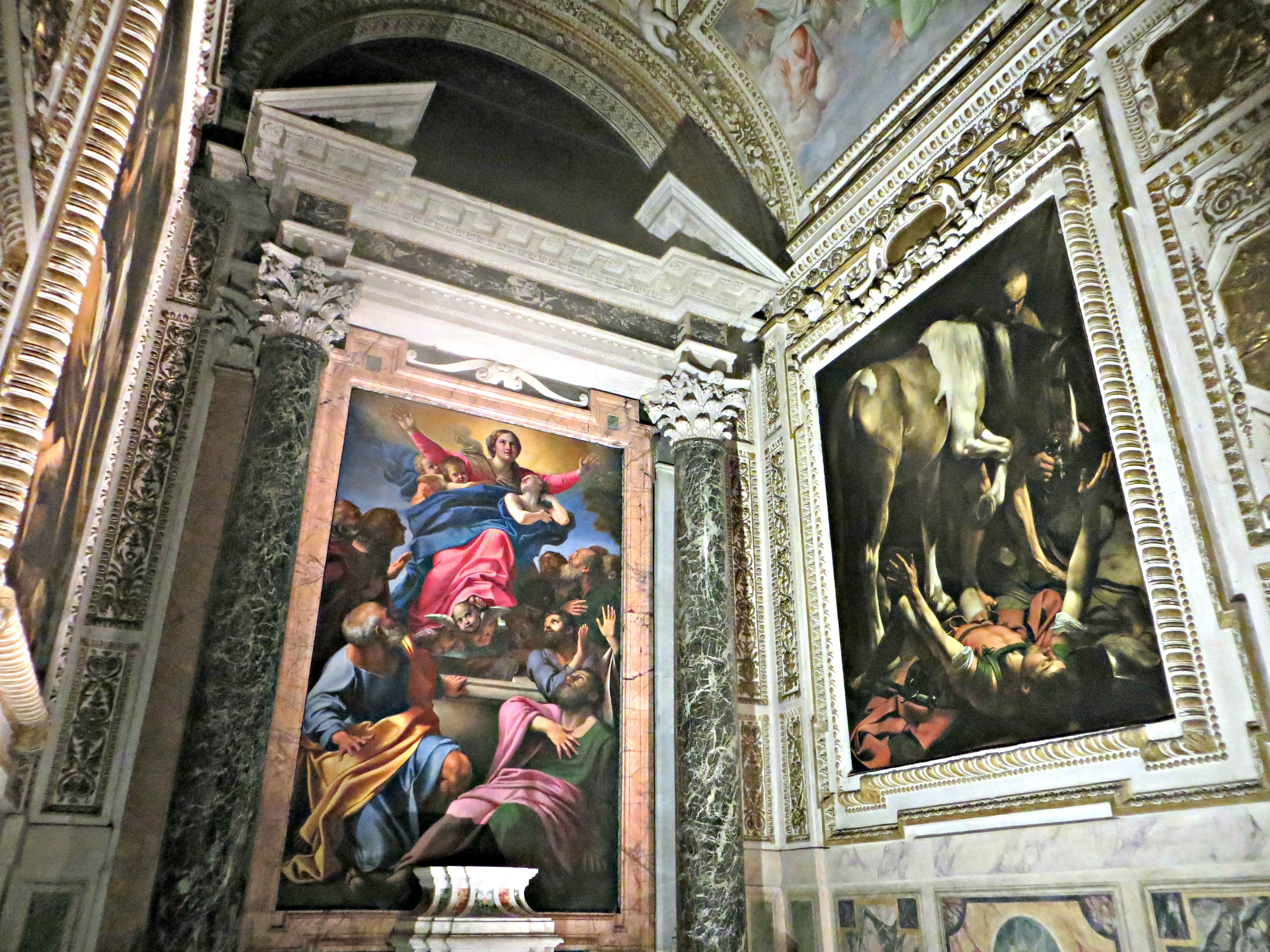
La conversione di Paolo e l'Assunta

Anche il Merisi, inoltre, scelse per le due nuove composizioni raffigurazioni in primissimo piano dei protagonisti, collocandoli in scene di pronunciata profondità prospettica entro la quale gli astanti sono scalati lungo più piani. Accorgimento che accentua la resa tridimensionale dei dipinti e la loro capacità illusiva di entrare nello spazio reale.
Spazio reale che viene privato di ogni diaframma con quello pittorico creando una relazione fisica ed emotiva tra i laterali e la pala dell'Assunta. E così Pietro torce il capo in direzione dell’altare e volge lo sguardo alla Vergine cui si affida nel momento supremo del martirio.
Dall'altro lato, il gesto di Paolo che allarga le braccia di fronte alla visione del Signore, sembra essere il riflesso dell'analogo gesto dell'Assunta che dall'altare pare protendersi in un abbraccio che accoglie i visitatori della cappella Cerasi.
Alle invenzioni dei due grandi innovatori attivi in Santa Maria del Popolo - così diversi eppure qui capaci di dar vita ad un corpo unitario - probabilmente guardò Gian Lorenzo Bernini per la creazione della sua cappella Cornaro, uno dei vertici dell'arte barocca.

## Studi per gli affreschi e la pala d'altare

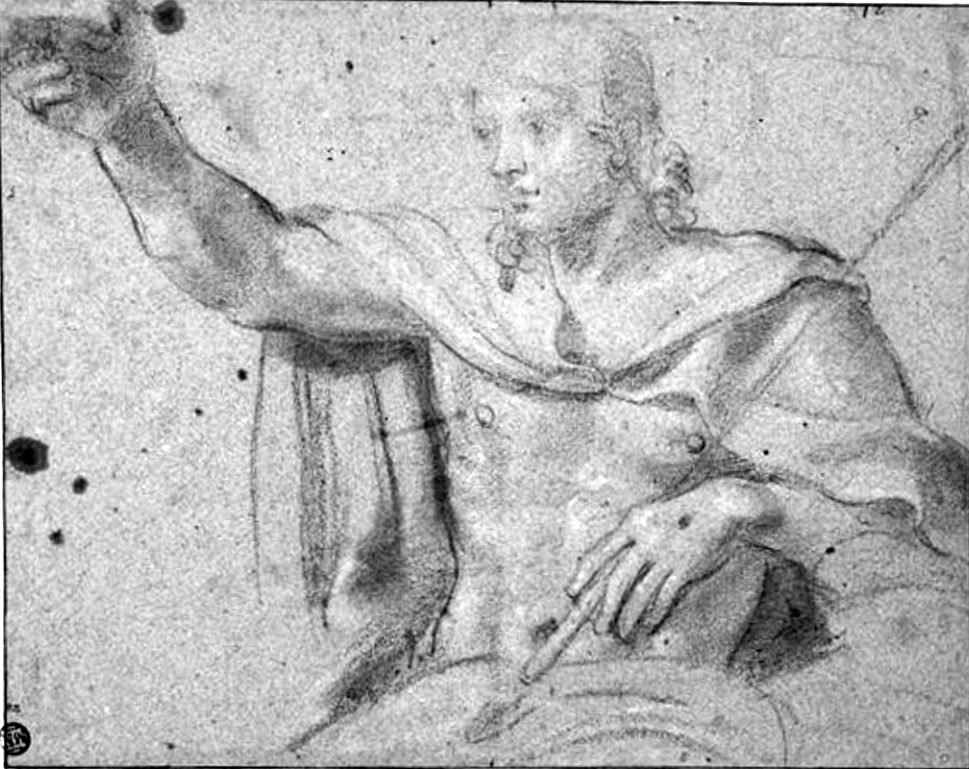
Cristo incoronante, studio preparatorio per l'affresco della volta, Louvre
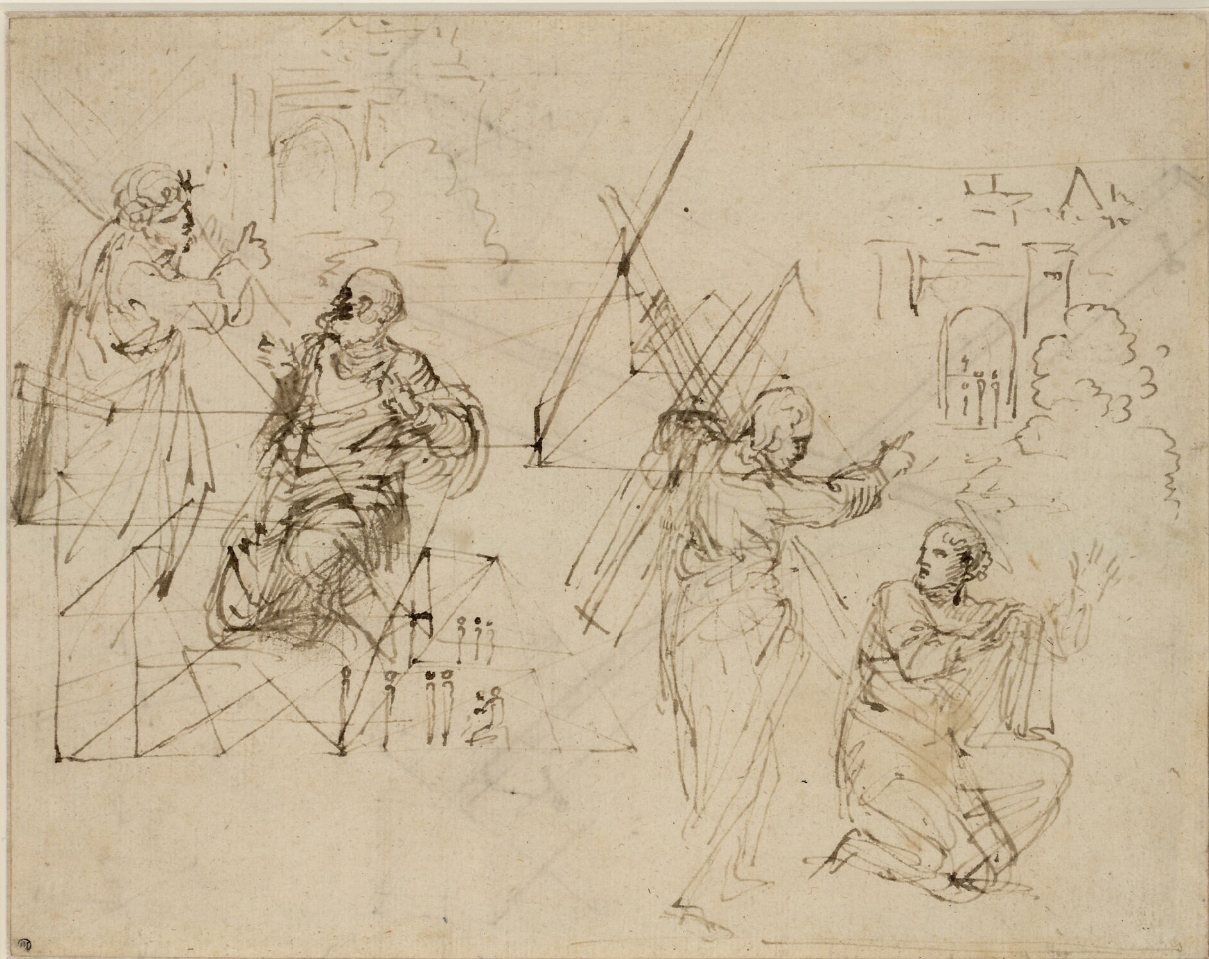
Incontro tra Cristo e san Pietro lungo l'Appia, studio preparatorio per l'affresco della volta, Albertina
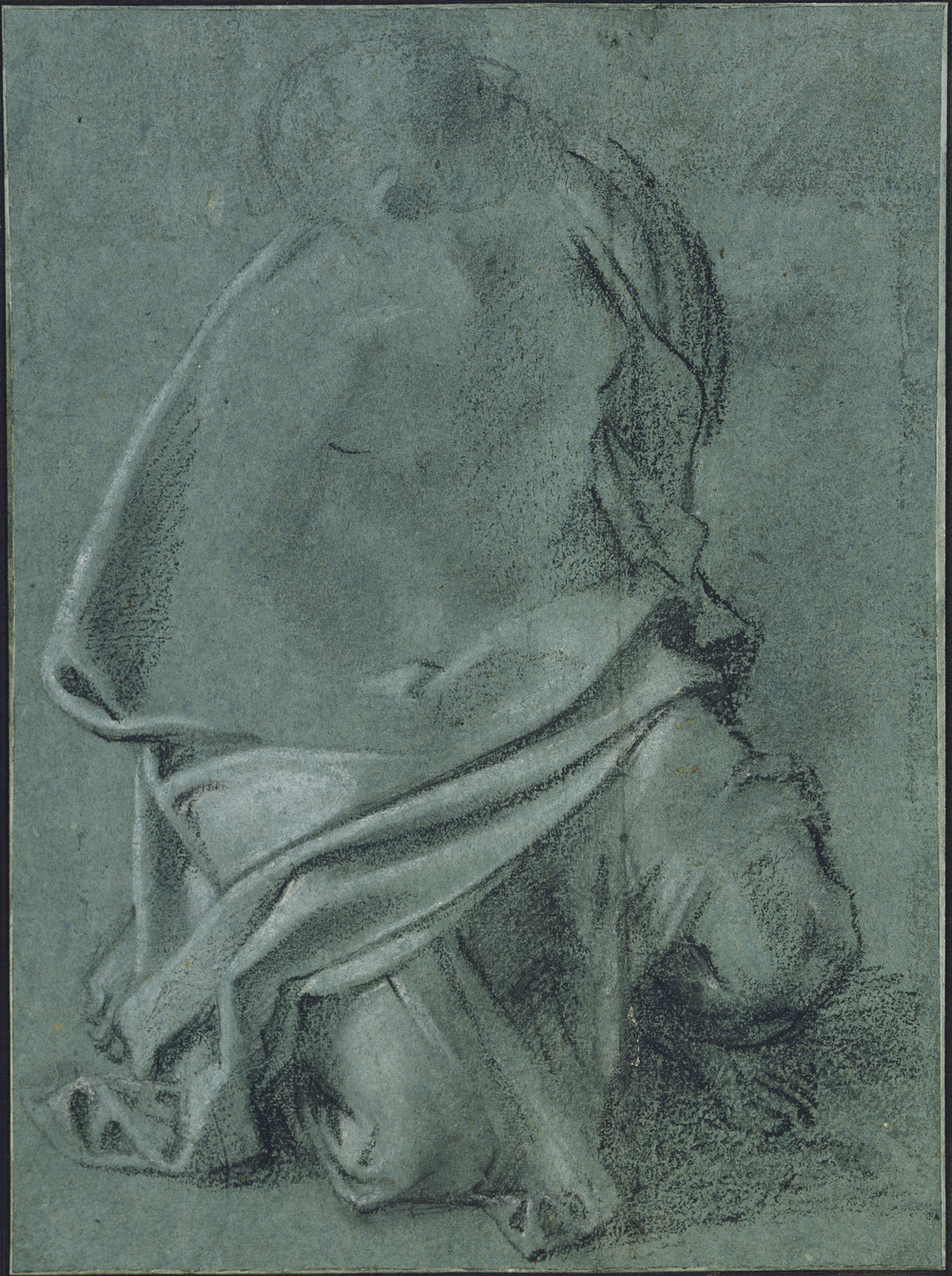
San Pietro, studio preparatorio per la tavola dell'Assunzione, Royal Collection
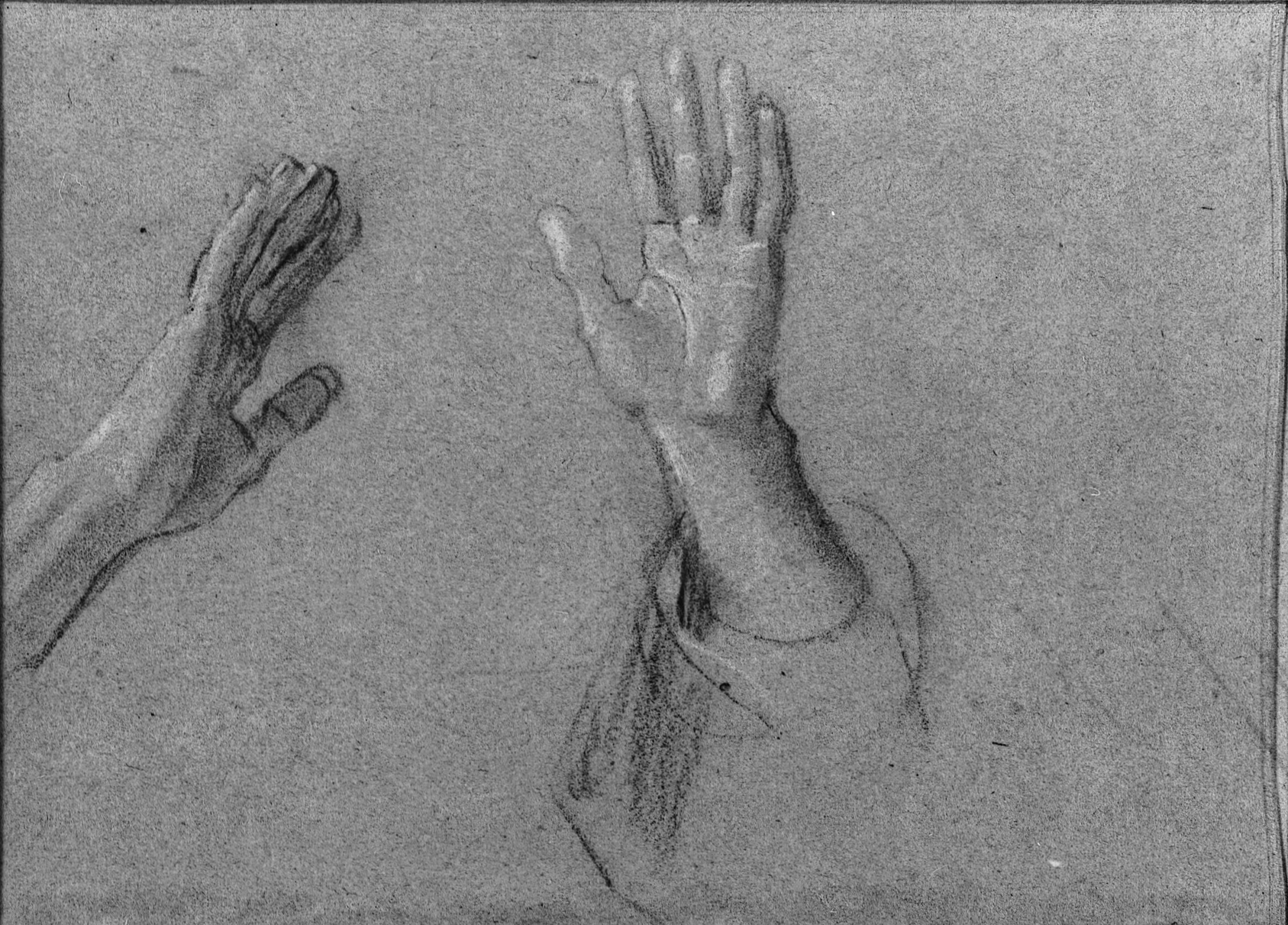
Mani di apostolo, studio preparatorio per la tavola dell'Assunzione, Royal Collection
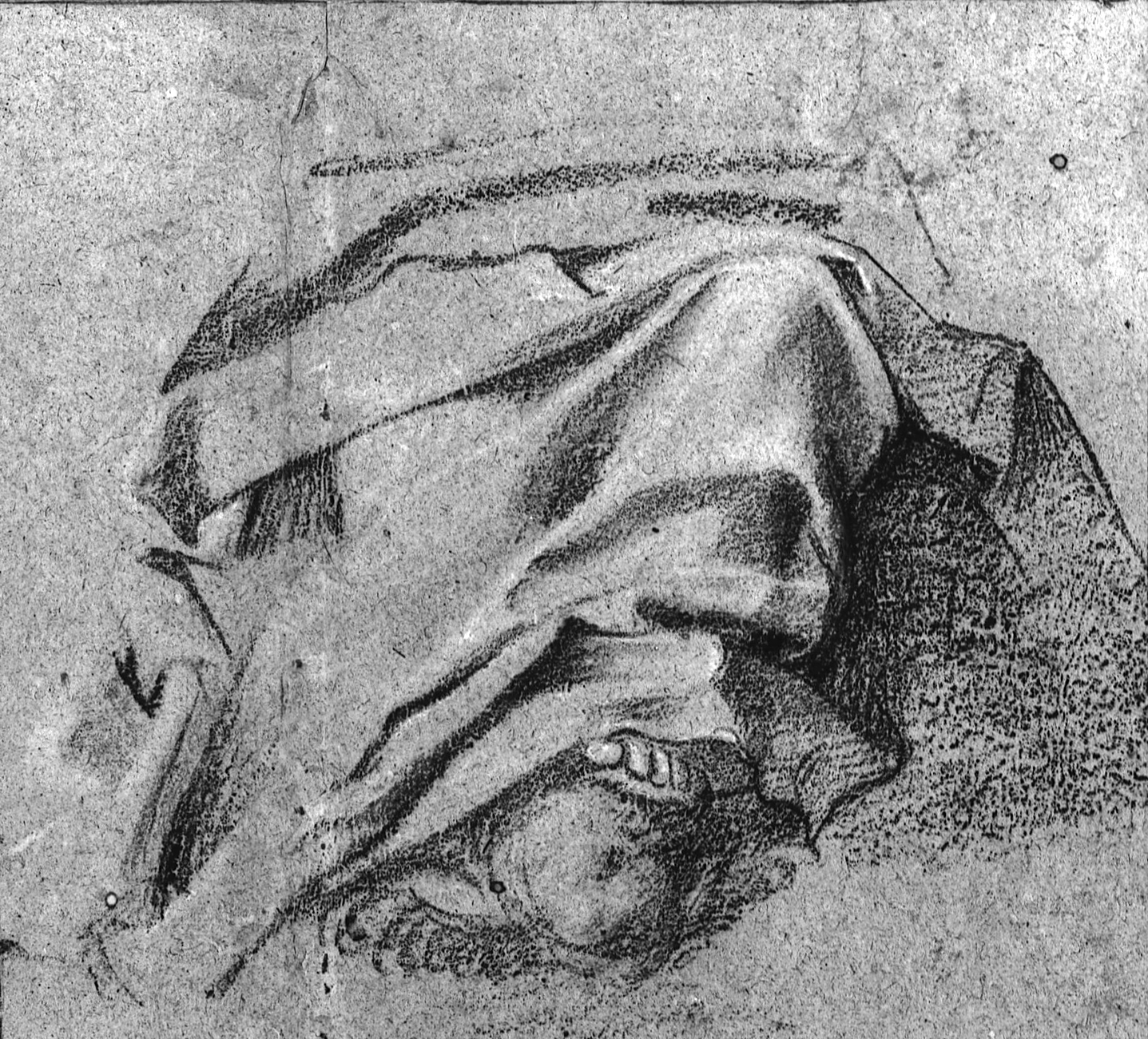
Panneggio della Vergine, studio preparatorio per la tavola dell'Assunzione, Royal Collection